# بردگوری شلیل علیا ۲
بردگوری شلیل علیا ۲ مربوط به دوره هخامنشی -دوره سلوکیان است و در شهرستان اردل، بخش میانکوه، روستای شلیل علیا واقع شده و این اثر در تاریخ ۸ مرداد ۱۳۸۱ با شمارهٔ ثبت ۵۹۸۸ به‌عنوان یکی از آثار ملی ایران به ثبت رسیده است.